# Thorvald Lammers

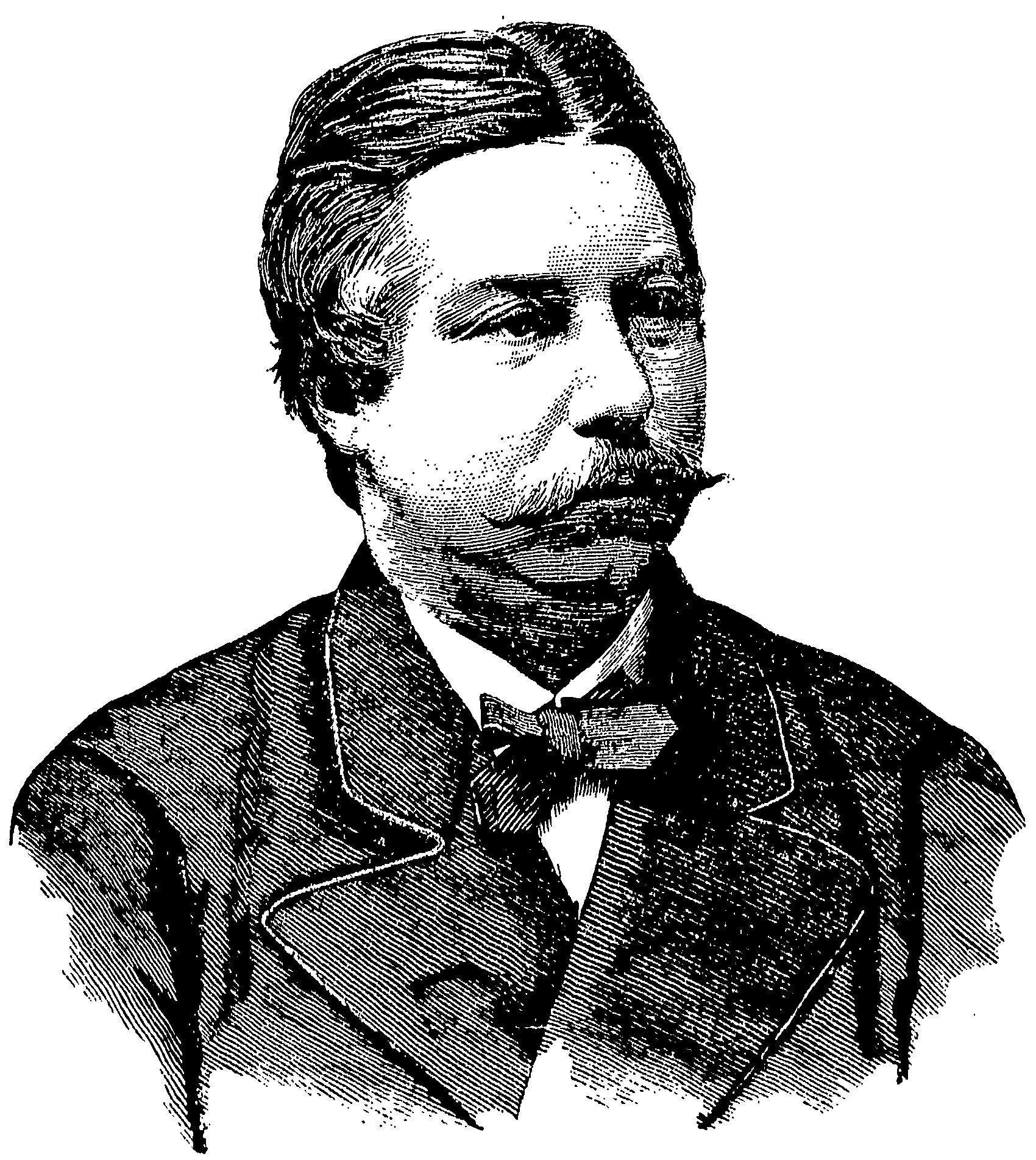
Thorvald Lammers (1884)

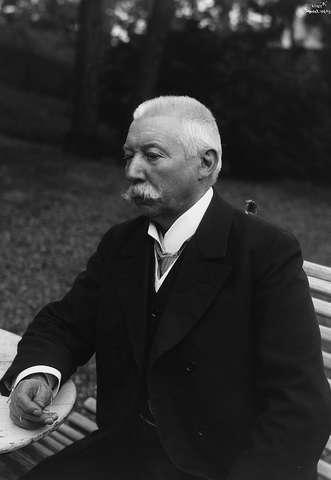
Thorvald Lammers (1913) (Foto: Anders Beer Wilse/Norwegian Museum of Cultural History)

Thorvald Amund Lammers (* 15. Januar 1841 in Modum; † 8. Februar 1922 in Aker bei Oslo) war ein norwegischer Komponist, Opernsänger (Bariton) und Chorleiter.

## Leben
Thorvald Lammers gilt als der bedeutendste norwegische Sänger des auslaufenden 19. und beginnenden 20. Jahrhunderts. Er war mit der Sängerin Mally Lammers (1850–1929) verheiratet, einer Tochter des Zoologen Michael Sars. 
Bereits im Alter von zehn Jahren beherrschte Lammers die Instrumente Violine, Bratsche und Klavier. Später nahm er auch Gesangsunterricht. 1870 studierte er bei Fritz Ahrlberg in Stockholm und 1871 bei Francisco Lamperti in Mailand. 1871 gab Lammers sein Debüt als Oroveso in der Oper Norma von Vincenzo Bellini im Christiania Theater in Oslo. Von 1874 bis 1877 wirkte er dort, aber als das Theater einem Brand zum Opfer fiel, musste Lammers ein anderes Engagement suchen. Lammers reiste ins Ausland, wo er Gesang und Chormusik studierte.
Nach seinem Auslandsaufenthalt gründete er einen eigenen Chor, den späteren Cæciliaforeningen, den er dreißig Jahre als Dirigent leitete. Lammers komponierte mehrere Lieder und Chorwerke. Er spielt auch eine wichtige Rolle in der norwegischen Volksmusik. Inspiriert von einer Vorlesung von Ingebret Moltke Moe, startete er in den 1890er Jahren eine Tournee, die ihn über weite Teile Norwegens führte. Auf dieser Tournee sang er Balladen von Magnus Brostrup Landstad Norske Folkeviser (norwegische Volkslieder). Er war ebenso Herausgeber zweier kleiner Hefte mit norwegischer Volksmusik. Tekst og toner (1901 und 1902), die mehrmals aufgelegt wurden. Lammers war auch Herausgeber des Buches «Store Musikere» (Große Musiker) (Aschehoug & co, 1912).
Der Inhalt des Buches beginnt mit Johann Sebastian Bach, den er sehr bewunderte, und endet mit Robert Schumann.
Ab 1899 bezog Thorvald Amund Lammers ein Künstlerstipendium. Am 8. Februar 1922 starb Lammers in Aker und wurde auf dem Vår Frelsers Gravlund in Oslo beigesetzt.